# Paul Olum
Paul Olum (16. srpna 1918 – 19. ledna 2001) byl americký matematik zabývající se algebraickou topologií a profesor matematiky.

## Mládí
Narodil se v Binghamtonu ve státě New York. Jeho otec byl ruský Žid, který se přistěhoval do USA ve věku devíti let, aby unikl pronásledování. Oluma začala matematika zajímat již v raném věku. Absolvoval summa cum laude na Harvardově univerzitě v roce 1940. V roce 1942 se oženil s Vivian Goldsteinovou, dokončil magisterské studium fyziky na Princetonské univerzitě a vstoupil do projektu Manhattan. Během působení v Los Alamos byl mezi vědci, kteří zpochybnili důsledky atomové bomby a po jejím použití proti Japonsku se stal celoživotním obhájcem míru a kontroly jaderných zbraní.
Údajně jedním z důvodů proč přešel z fyziky k matematice jako jeho profesi bylo srovnání se svým spolupracovníkem, budoucím nositelem Nobelovy ceny Richardem Feynmanem, Olum se nedomníval, že by byl tak dobrý ve fyzice. Po válce se vrátil na Harvardovu univerzitu, kde v roce 1947 pod vedením Hasslera Whitneyho dokončil doktorské studium matematiky.
Richard Feynman zůstal jeho dobrým přítelem a později ve své autobiografii chválil Olumovu inteligenci. Psal například o příběhu z Los Alamos, kdy tvrdil, že je schopen za 60 sekund vyřešit jakýkoliv problém s přesností na 10 %, který může být zadán za deset sekund. Když ale vyzval k zadání příkladu Oluma, ten mu rychle odpověděl. „Najdi tangens 10 na 100.“

## Cornell
Po roce postgraduální práce na Ústavu pro pokročilá studia, přijal v roce 1949 místo na Cornellově univerzitě. V průběhu dalších 25 let, které na univerzitě strávil, se stal profesorem, působil v různých administrativních rolí a nějaký čas strávil jako hostující pedagog na Pařížské univerzitě, Hebrejské univerzitě v Jeruzalémě, Stanfordově univerzitě a Washingtonské univerzitě a rovněž jako člen Ústavu pro pokročilá Studia.
Jako matematik byl Olum široce respektován pro výzkum v oblasti algebraické topologie. Přispěl významně v oblasti teorie obstrukcí. K jeho doktorským studentům patřili: Martin Arkowitz, Robert Lewis, Jean-Pierre Meyer nebo Norman Stein.
V roce 1962 Olum inicioval vznik Cornell Topology Festival, každoroční regionální matematické konference. Od roku 1963 do roku 1966 byl členem vedení matematické sekce a rekrutoval řadu talentovaných členů fakulty.
Olum obhajoval zrušení sněmovního výboru pro neamerickou činnost, byl kritikem války ve Vietnamu, a snažil se odstranit Reserve Officer Training Corps z areálu Cornellovy univerzity. Pomáhal při zakládání programu ženských studií na Cornellově univerzitě v roce 1972. V roce 1969 převzal místo Willarda Halla v komisi, která navrhla zásadní změnu řízení univerzity včetně správní rady. Olumův přátelský vztah s kolegou z Los Alamos, fyzikem Dalem Corsonem, který se stal prezidentem univerzity pomohl k řešení tohoto obtížného úkolu. Olum vedl skupinu, která přesvědčila správní radu, aby přijala plán včetně univerzitního senátu složeného ze studentů, členů fakulty a zaměstnanců univerzity a doplnění správní rady volenými studenty. V roce 1972 byl Olum první, kdo byl zvolen studenty fakultním správcem.

## University of Texas
Olum působil jako děkan fakulty přírodních věd na Texaské univerzitě v Austinu mezi roky 1974 a 1976. Jednalo se bouřlivé roky. Prezident Stephen Spurr, který najal Oluma, byl odstraněn radou dohlížitelů na podzim roku 1974 a nahrazen Lorene Rogersem. Všichni administrátoři tak byli postaveni do obtížné role, zatímco studenti protestovali proti Rogersovu jmenování a fakulta bojkotovala všechna zasedání, jimž předsedal Rogers.

## University of Oregon
V roce 1976 byl Olum jmenován proděkanem na University of Oregon. Navzdory hospodářské recesi a rozpočtovým škrtům pracoval Olum na zlepšení akademického postavení univerzity. V letech 1980 až 1989 byl ve funkci prezidenta univerzity. V době jeho vedení bylo založeno 20 nových výzkumných ústavů a akademických programů a University Research Park Riverfront. Dohlížel také na nákladnou přestavbu Oregonské knihovny. Veřejně podporoval boj proti apartheidu v Jižní Africe a obhajoval jaderné odzbrojení.
V roce 1987 bylo rozhodnuto, že Olum ve funkci k 30. červnu 1989 skončí. I přes rozsáhlé fakultní a studentské protesty nebylo rozhodnutí změněno a Olum v roce 1989 skutečně odešel. Univerzita jeho jménem pojmenovala profesuru matematiky a místní Atrium. Dětské rozvojové středisko bylo pojmenováno po jeho manželce Vivian.
V roce 1990 se po odchodu do penze přestěhoval do Athén v Řecku, kde žil s Margaritou Papandreouvou. V roce 1996 žil v Sharonu v Massachusetts se svým synem Kenem.